# 内新城 (德累斯顿)

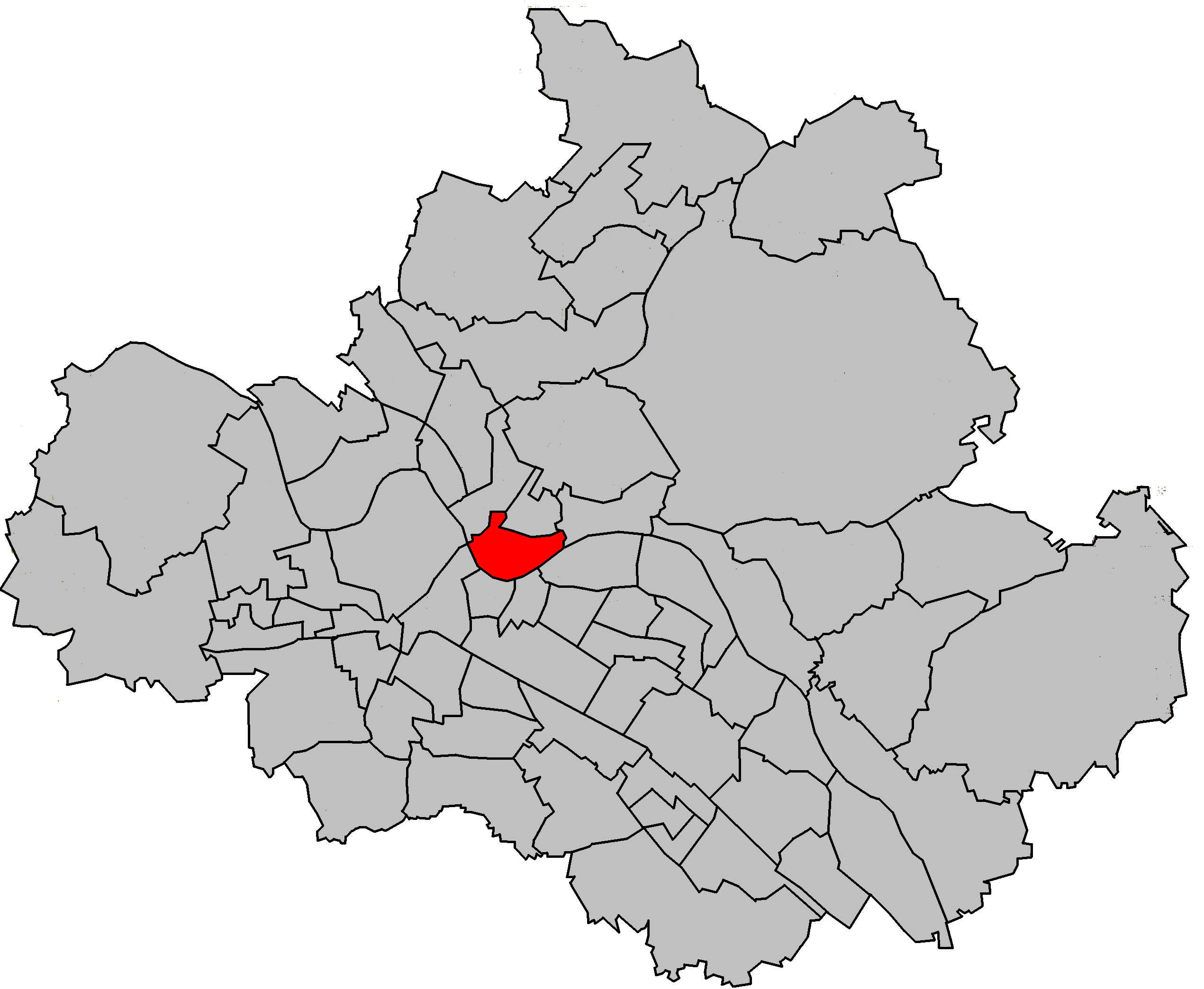
位置

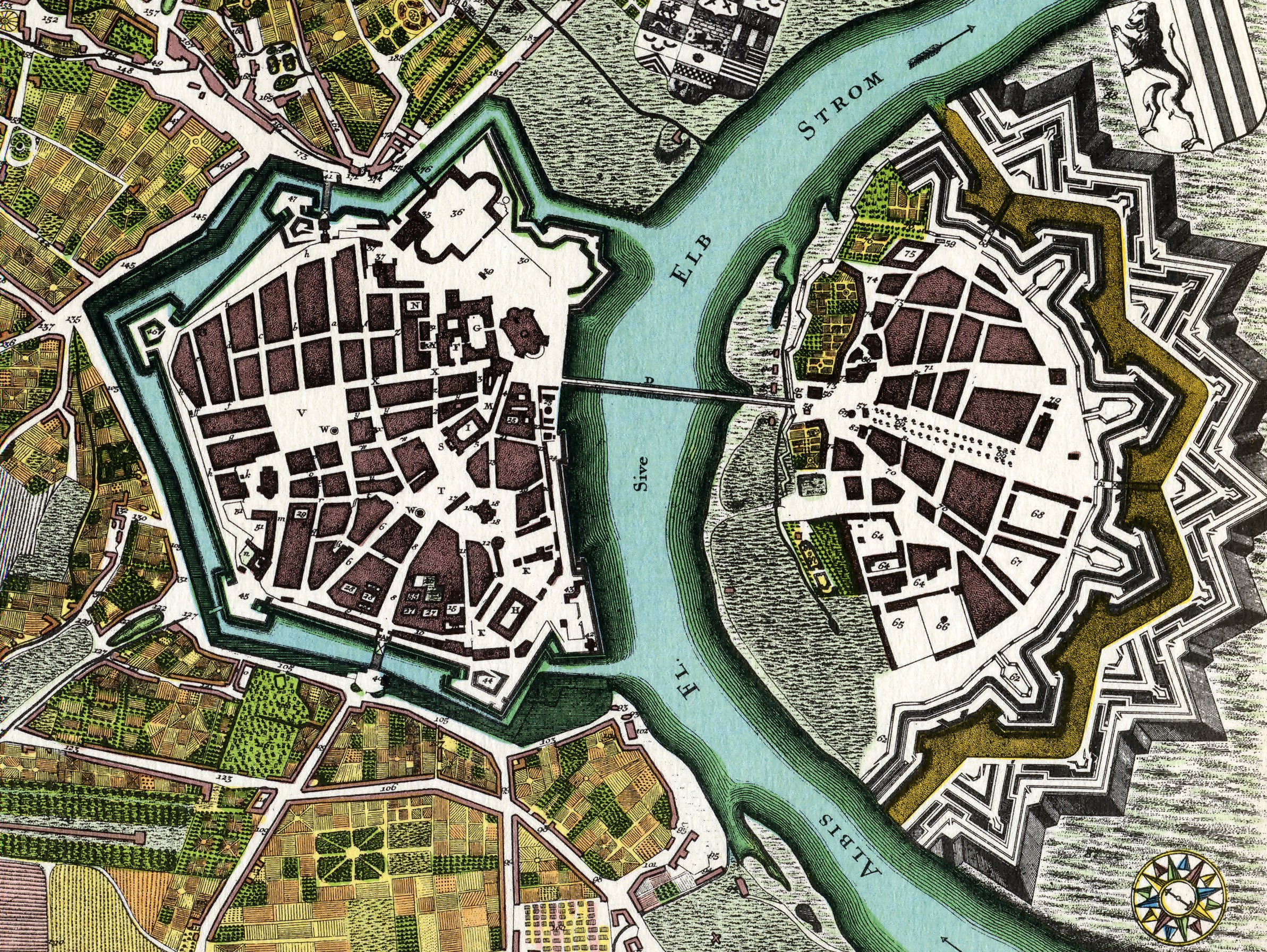
1750年地图

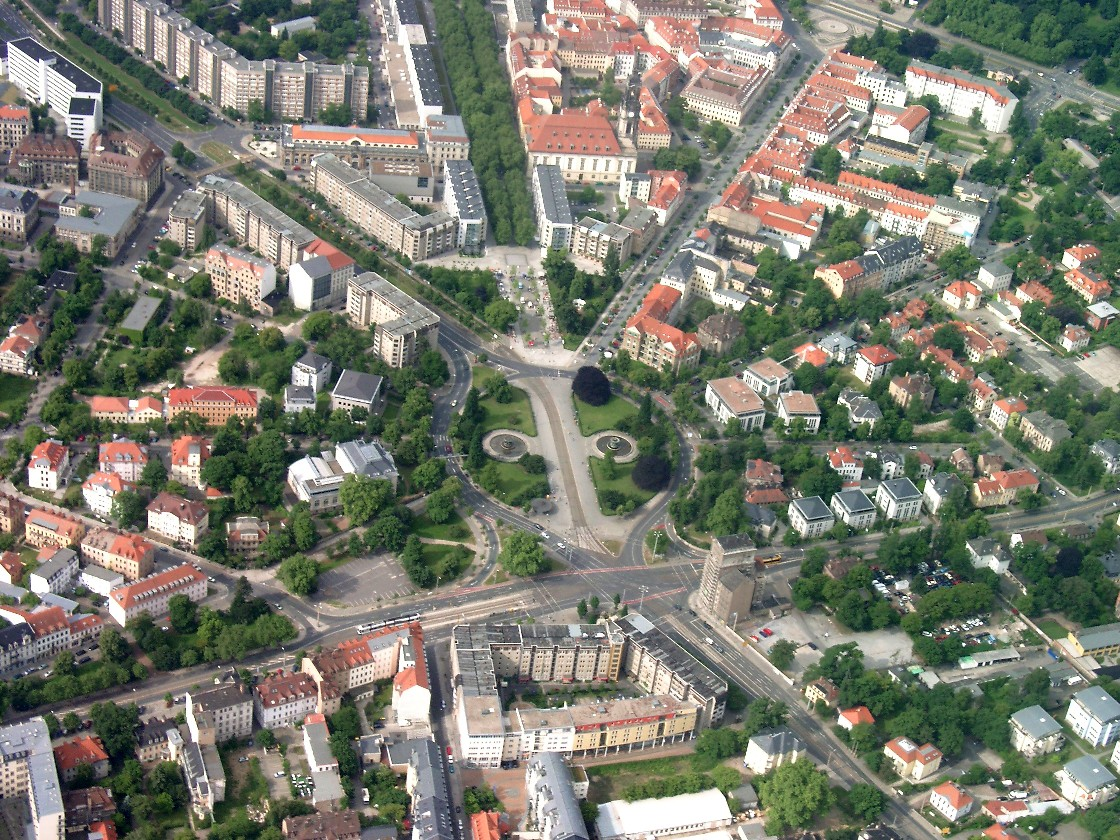
阿尔伯特广场

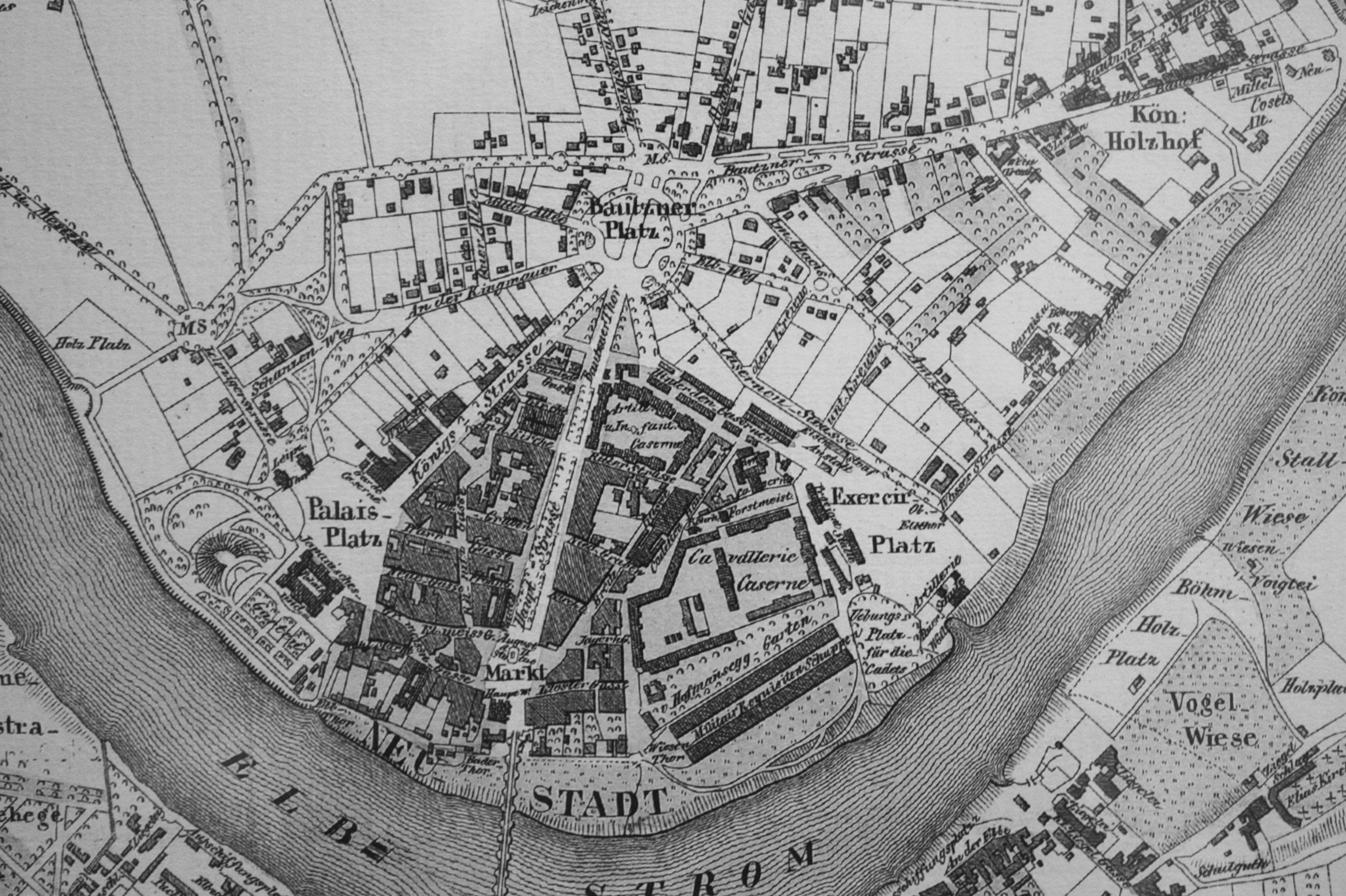
Map of Dresden 1837, section showing Neustadt

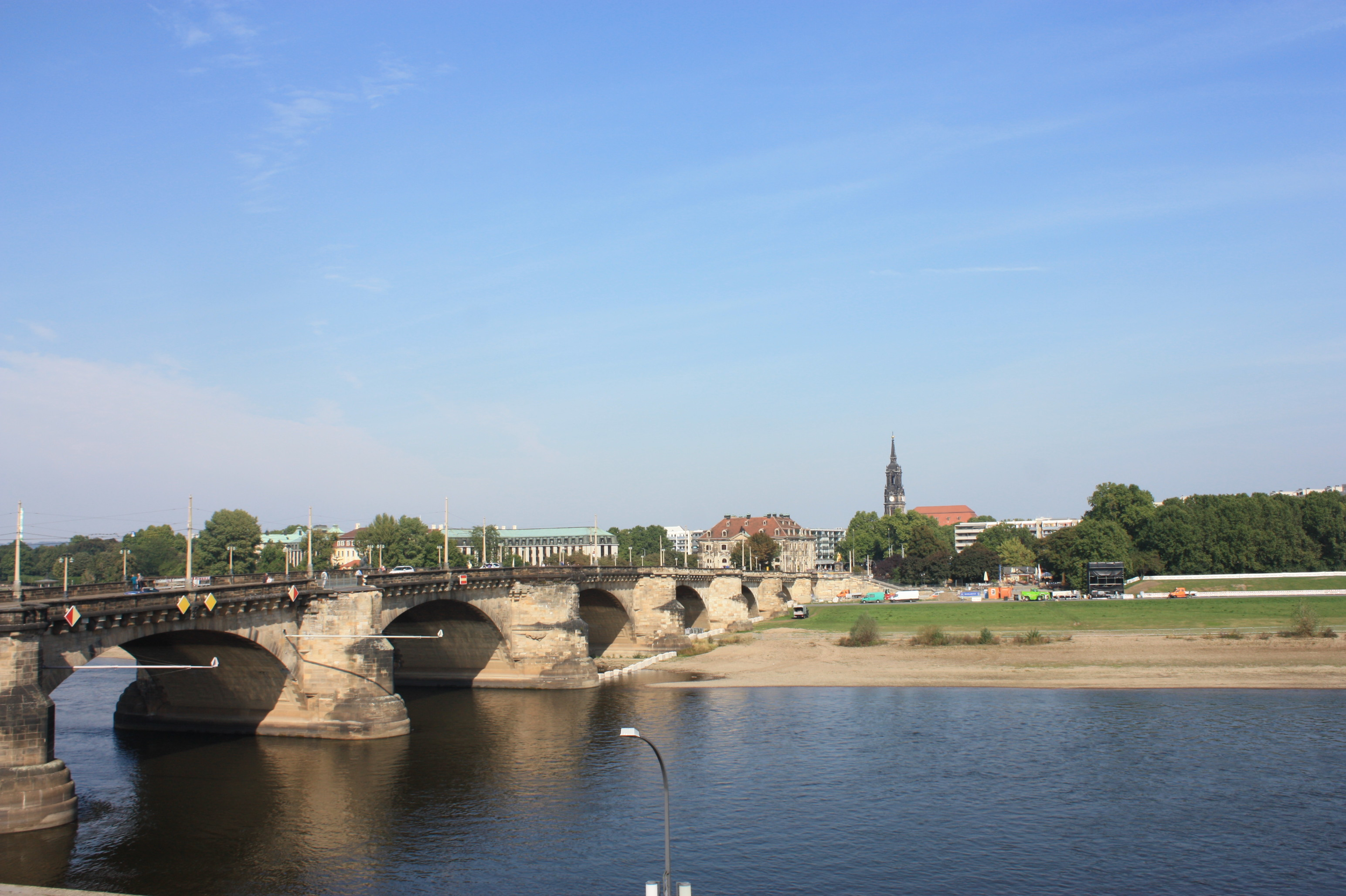
Augustusbrucke and Neustadt viewed from the south bank of the Elbe in Dresden

内新城（德语：Innere Neustadt）是德累斯顿的一个区，德累斯顿新城区（Neustadt）的一部分。这个名称源自于1732年大火后新建的“新皇家城”（Neuen Königlichen Stadt），与原有的德累斯顿老城（Altendresden）相对。相对于外新城（Äußere Neustadt），内新城的意思是位于城墙以内，因此也被称为老新城。2020年人口7,761人。

## 位置
内新城大致呈半圆形，由弧形的易北河环绕，隔河与南岸的内老城（Innere Altstadt）相对。河上建有4座桥梁沟通两岸：阿尔伯特桥、卡罗拉桥、奥古斯特桥和马里恩桥。其中只有阿尔伯特桥仍是古桥。本区的重要道路，如医院街、阿尔伯特街、主街、国王街和特雷西娅街等，一端分别通往上述的桥梁，另一端最后都交汇于内新城北端与外新城区交界处的阿尔伯特广场（最初称为包岑广场）。

## 文化与建筑特色

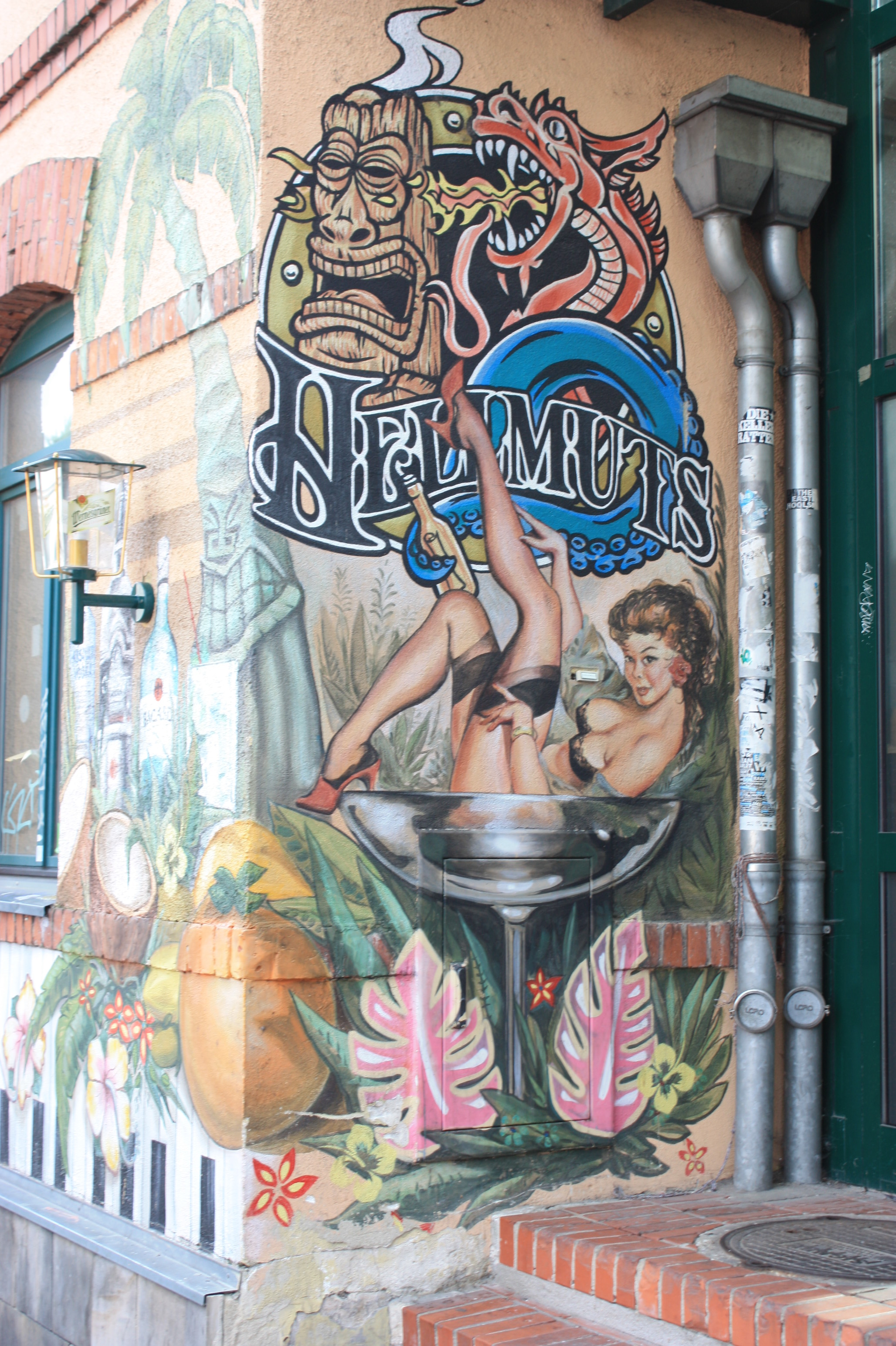
Street art in Neustadt, Dresden

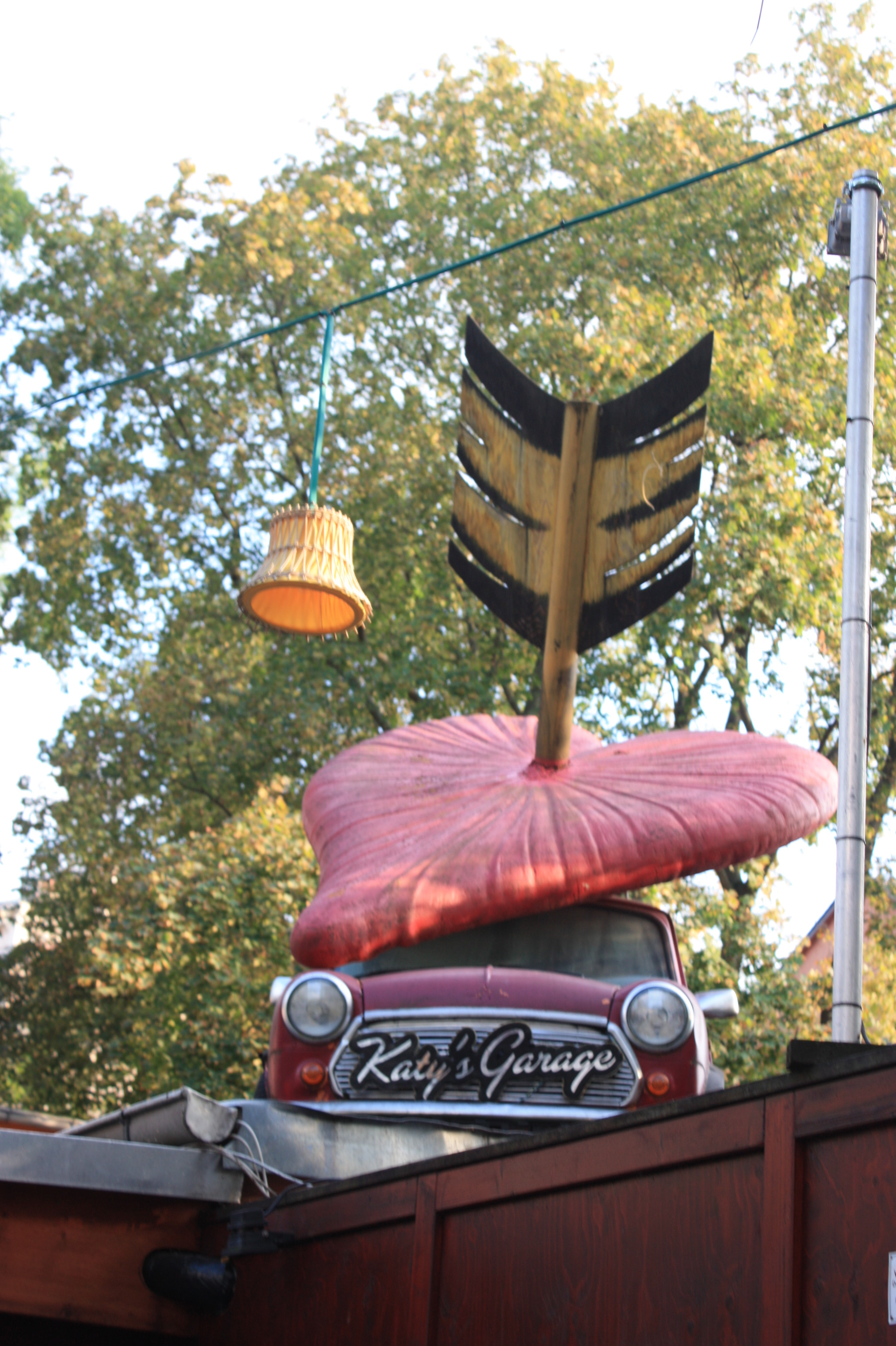
Katy's Garage, Neustadt, Dresden

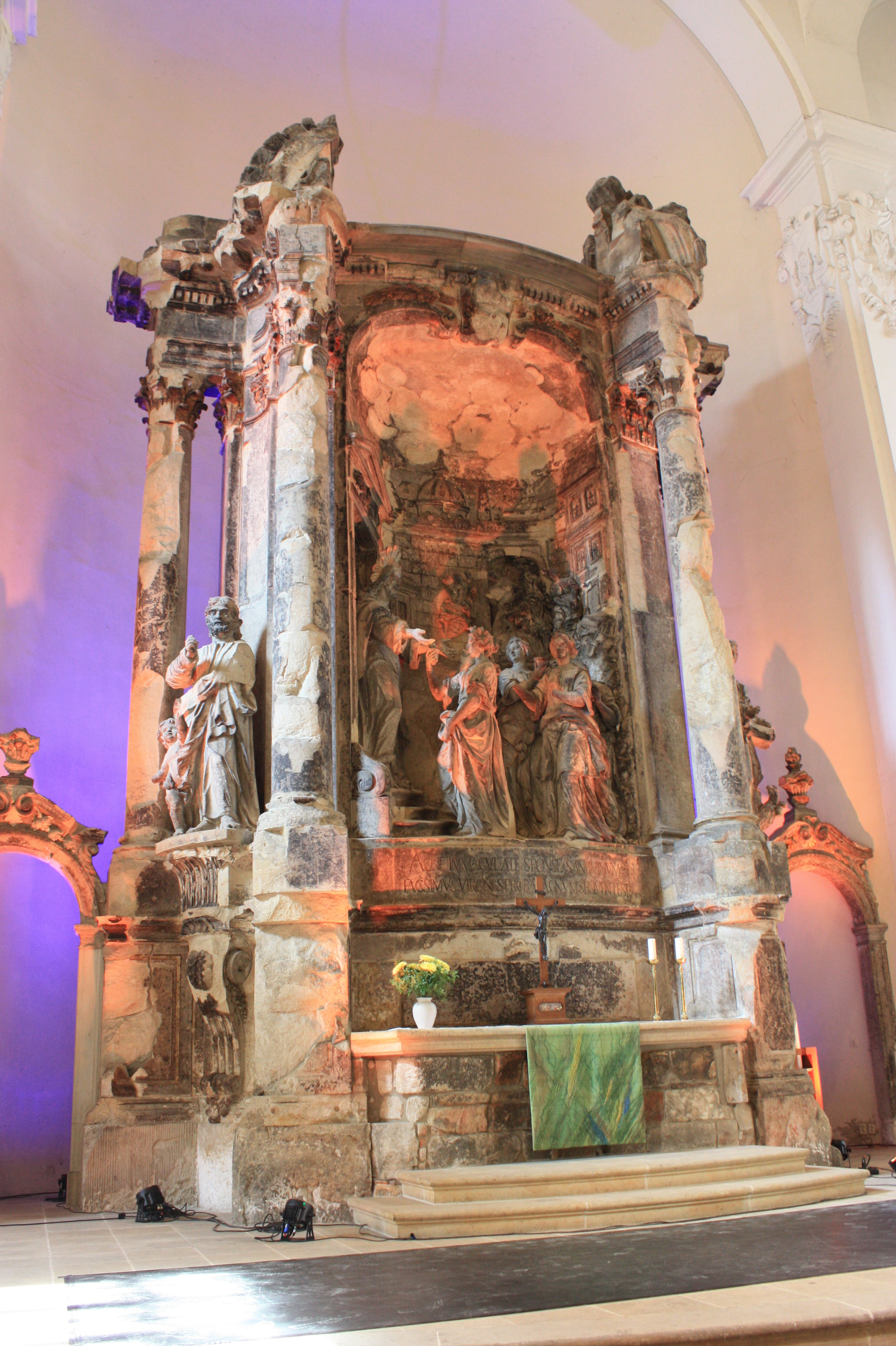
Altarpiece in 三皇教堂

自1989年统一以来，在文化上，新城一直与反文化和反威权主义联系在一起，这里的街头艺术和涂鸦水平非常高，构成当地典型的街景。
德累斯顿的一些文化机构和博物馆位于内新城内。北面的阿尔伯特广场有埃里希·凯斯特纳博物馆（Erich-Kästner-Museum），南面的日本宫（Japanisches Palais）内设有德累斯顿民族学博物馆（Museum für Völkerkunde Dresden）。在主街（Hauptstraße）有德累斯顿足球博物馆（Dresdner Fußballmuseum，2011年已迁往鲁道夫·哈比希体育场新址）、曲格尔根之家-德累斯顿浪漫主义博物馆（Kügelgenhaus – Museum der Dresdner Romantik）。在Rähnitzgasse有德累斯顿艺术馆（Kunsthaus Dresden），附近还有社交剧院（Societaetstheater）。在耶格霍夫（Jägerhof）设有德累斯顿国家艺术收藏馆（Staatliche Kunstsammlungen Dresden）的萨克森民间艺术博物馆（Museum für Sächsische Volkskunst）和木偶剧收藏馆（Puppentheatersammlung）。 
主要文化活动包括：城市节（Stadtfest）, 主要在主街举办；电影之夜（Filmnächte）, 夏季在易北河草原举办。
内新城拥有许多重要的建筑。1732年以前，该街区的重建采用巴洛克风格。在国王街一带，仍然可以看到巴洛克风格的联排别墅。自1733年以来未改变的建筑物之一是大迈森路（Großen Meißner Straße）13号。历史上重要的建筑群在战时德累斯顿轰炸中幸存下来，现在形成了目前贝尔维尤酒店（Hotel Bellevue）的中心部分。
三皇教堂（Dreikönigskirche）曾多次被毁坏和重建，是1990年至1993年萨克森州议会的所在地。易北河沿岸是所谓“政府区”的政府大楼和日本宫。
著名的金色骑士（奥古斯特二世的骑马雕像）坐落在主街的南端。阿尔伯特广场上有自流井。最大的全自动公共停车场位于内新城。

## 第二次世界大战
1945年2月新城内的破坏是广泛的，但不如南部的老城那么彻底。重建尊重了原有的街道格局，但只是尊重了高度的要求，至于在建筑上仍是典型的1960年代风格，并不反映德累斯顿的原始特征。尤其主街，几乎没有显示其历史的证据。国王街周围的西部地区则成功地幸存下来，保留了其大部分历史特征。
直到1945年2月，大型的新城市政厅（Neustädter Rathaus）坐落在新城市场（Neustädter Markt）。市政厅被毁后并没有重建，取而代之的是一个综合体。已有倡议要求重建市政厅和恢复新城市场。

## 交通和基础设施
最重要的街道是：主街（Hauptstraße，步行街），通往奥古斯都桥（Augustusbrucke）；阿尔伯特街（Albertstraße），通往卡罗拉桥（Carolabrucke）；国王街（Königstraße）。次要街道包括安东街（Antonstraße，是马里恩桥的延伸}、包岑街（Bautzner Straße）和大迈森街（Große Meißner Straße）。
该区共有八条电车线路，在两条东西路线和三条南北路线上运行。最重要的电车枢纽是阿尔伯特广场。除了从新城火车站连接到内新城的81路公交车外，该区没有公交线路，只有区域公交车。
内新城的范围，西到德累斯顿-莱比锡铁路的铁路拱门。该区西北部的火车站德累斯顿-新城车站，开通本地列车和长途列车。

## 企业和政府
内新城的主要经济部门是美食和零售。与内老城（Innere Altstadt）一样，内新城也拥有许多酒店和餐厅。最大的酒店是威斯汀连锁酒店Hotel Bellevue。国王街（Königstraße）和主街（Hauptstraßse）都是德累斯顿市中心的重要购物区。 
萨克森自由州的州总理府（Sächsische Staatskanzlei）和各部都以卡罗拉广场（Carolaplatz）为中心，形成政府区。目前，这里共有八个部的历史建筑或新建建筑。州档案馆也位于政府区。
管理整个新城区（包括内新城和外新城）的地方办事处坐落在内新城。